# هیروتو مورائوکا
هیروتو مورائوکا (به انگلیسی: Hiroto Muraoka) بازیکن فوتبال اهل ژاپن و عضو تیم ملی فوتبال ژاپن بود که در تاریخ ۰۷ مارس ۱۹۵۴ میلادی اولین بازی ملی‌اش را انجام داد. او در ۲ بازی ملی حضور داشت و آخرین بازی ملی خود را در تاریخ ۱ مه ۱۹۵۴ میلادی انجام داد. هیروتو مورائوکا در بازی‌های ملی‌اش
گلی به ثمر نرساند.